# 蒙蒂尼 (萨尔特省)
蒙蒂尼（法語：Montigny，法語發音：[mɔ̃tiɲi] ⓘ）是法国萨尔特省的一个旧市镇，属于马梅尔斯区。2015年，蒙蒂尼与邻近的5个市镇合并为新市镇佩尔塞涅新城。

## 地理
蒙蒂尼（48°27'25"N, 0°11'1"E）面积4 平方千米，位于法国卢瓦尔河地区大区萨尔特省，该省份为法国西北部内陆省份，北起顺时针与奥恩省、厄尔-卢瓦省、卢瓦-谢尔省、安德尔-卢瓦尔省、曼恩-卢瓦尔省和马耶讷省接壤，是法国大西部的入口，连接卢瓦尔河谷、布列塔尼和巴黎盆地。
与蒙蒂尼接壤的市镇（或旧市镇、城区）包括：沙塞、利涅尔拉卡雷勒。

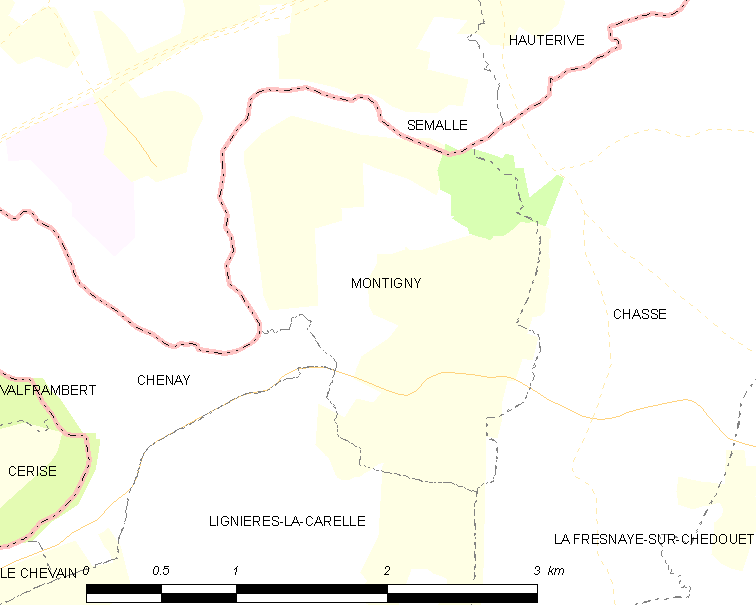
的OSM定位图

蒙蒂尼的时区为UTC+01:00、UTC+02:00（夏令时）。

## 行政
蒙蒂尼的邮政编码为72670，INSEE市镇编码为72207。

## 政治
蒙蒂尼所属的省级选区为马梅尔斯县。

## 人口

1962-2008年间人口变化图示

蒙蒂尼于2018年1月1日时的人口数量为27人。